# カツオドリ目
カツオドリ目（カツオドリもく、Suliformes）は、鳥綱に分類される目。

## 特徴
多くは沿岸生の海鳥である（ただしヘビウ科は淡水性）。雛は半晩生性・就巣性である。雌雄は同色（グンカンドリ科とヘビウ科は異色）。
ほとんどは全蹼足である。つまり、4本の趾（足指）全てが蹼（水かき）でつながっている。この特徴から、伝統的なペリカン目（カツオドリ目+ペリカン科）は「全蹼目 Steganopodes」とも呼ばれた。ただし、グンカンドリ科は趾の間に切れ込みがあり第4趾が前後に可動する欠全蹼足である。

## 分類
本目を構成する科は、以前はペリカン目に分類されていた。2008年に発表された核DNAの分子系統解析では、ペリカン科が下記に挙げた旧ペリカン目の他科ではなくサギ科やシュモクドリ科・トキ科・ハシビロコウ科に近縁という解析結果が得られた。
以下の分類は、IOC World Bird List(v10.2)に従う。
- ヘビウ科 Anhingidae
- グンカンドリ科 Fregatidae
- ウ科 Phalacrocoracidae
- カツオドリ科 Sulidae

カツオドリ目のうちグンカンドリ科と他の3科が姉妹群であり、従来から、別に分類されることがあった。伝統的な分類（これらをペリカン目とする）では、グンカンドリ科はグンカンドリ亜目 Fregatae、他の3科はカツオドリ亜目Sulae または、ペリカン科と共にペリカン亜目 Pelecani に分類されることがあった。Sibley分類（これらをコウノトリ目とする）では、グンカンドリ科はコウノトリ小目、他の3科はカツオドリ小目だった。